# Ferenc Puskás
Ferenc Puskás (Pronunciación en húngaro: /ˈfɛrɛnt͡s ˈpuʃkaːʃ/; Budapest, 2 de abril de 1927-Budapest, 17 de noviembre de 2006), nacido como Ferenc Purczeld Bíró, fue un futbolista y entrenador hispanohúngaro, integrante histórico de los equipos Budapesti Honvéd Sport Egyesület y Real Madrid Club de Fútbol, siendo este último al que debe sus mayores éxitos y reconocimientos mundiales. Es recordado como uno de los máximos goleadores de todos los tiempos.
Figura legendaria del fútbol mundial y considerado como uno de los mejores futbolistas de la historia según la UEFA y la FIFA —el máximo organismo futbolístico—, fue internacional por dos países, circunstancia permitida en la época, contabilizando 85 encuentros con la selección húngara —conocida como el «Equipo de oro» y con la que ganó la Medalla de Oro en las Olimpiadas de Helsinki 1952 y logró el subcampeonato en la Copa Mundial de Suiza 1954—, y cuatro con la selección española tras adoptar la nacionalidad española en 1961. Puskás es también uno de los cuatro futbolistas que han marcado goles en finales olímpicas y mundiales junto al uruguayo Pedro Cea, el húngaro Zoltán Czibor y el argentino Ángel Di María.
Apodado Cañoncito Pum debido a su fuerte disparo de zurda y a sus goles, fue elegido en 1995 como el máximo goleador de la máxima división del siglo XX por la IFFHS y por la FIFA como el Máximo goleador del siglo en 2004. Ocupó el sexto lugar en el ranking del Mejor futbolista del siglo publicada por IFFHS en 2004. Dicha singularidad anotadora provocó que desde la temporada futbolística 2009-10 la FIFA otorgue el Premio Puskás en su honor, siendo otorgado al jugador que anote el mejor gol de la temporada.
A nivel de clubes conquistó un total de quince títulos: cinco ligas húngaras, cinco ligas españolas, un campeonato de Copa de España, tres Copas de Europa y una Copa Intercontinental, logrando además proclamarse cuatro veces máximo goleador de la Primera División de España y de la Primera División de Hungría.
Según el portal experto en estadísticas históricas de Rec.Sport.Soccer Statistics Foundation es el séptimo jugador con mayor número de goles oficiales a nivel mundial con 802 goles en 792 partidos. Segundo puesto ostenta por la Federación Internacional de Historia y Estadística de Fútbol (IFFHS) como el máximo goleador en los campeonatos de Primera División de Europa, con 514 goles —cuarta mejor marca mundial—. Sus registros le permitieron ser designado por el mismo organismo como el sexto mejor jugador del siglo xx.
En el momento de su retirada era el segundo máximo goleador de la historia del Real Madrid C. F. —donde militó ocho temporadas—, únicamente superado en 65 goles por su excompañero de equipo Alfredo Di Stéfano, siendo, ambos, integrantes del recordado «Madrid de Di Stéfano» o «Madrid de las cinco Copas de Europa», señalado por la UEFA como uno de los mejores equipos de la historia. Considerado como el mejor jugador húngaro de la historia, aún después de su muerte es recordado junto a otros grandes jugadores del país como Sándor Kocsis, Ferenc Bene, Zoltán Czibor, Ferenc Szusza, Ferenc Déak o Ladislao Kubala entre otros, y es considerado también por expertos, periodistas, aficionados y exfutbolistas como uno de los mejores goleadores de todo el mundo. Su nombre es fuertemente ligado al del ya mencionado Di Stéfano, ya que —no en vano— fueron los estandartes del club «merengue» que cambió el curso de la historia de este equipo hasta ser proclamado como el mejor club del siglo xx, merced sobre todo a las cinco finales consecutivas ganadas de la Copa de Europa —siendo Puskás partícipe en las dos últimas, antes de vencer una tercera en 1966—, y en las que anotó un total de siete goles siendo el récord histórico de la competición junto al jugador hispanoargentino.
Tras su retirada deportiva en 1966 se dedicó a la parcela técnica donde entrenó a 13 equipos distintos en 27 temporadas, y habiendo dirigido al menos a un equipo de cada una de las confederaciones continentales, siendo su mayor logro un subcampeonato de la Copa de Europa en la edición de 1971 con el Panathinaikós Athlitikos Omilos frente al Amsterdamsche Football Club Ajax de Johan Cruyff. En 1993, regresó a Hungría y se hizo cargo temporalmente de la selección húngara.
Debido a sus goles, logros y trayectoria, fue incluido de manera póstuma por la FIFA en el salón de la fama del fútbol en el año 2011. Fue también incluido en el proyecto predecesor, el International Football Hall of Champions (IFHOC-FIFA) en 1997. En 1998, se convirtió en uno de los primeros embajadores de la organización benéfica FIFA/SOS. En 2002, el Népstadion de Budapest pasó a llamarse Puskás Ferenc Stadion en su honor. También fue declarado el mejor jugador húngaro de los últimos 50 años por la Federación Húngara de Fútbol en los Premios del Jubileo de la UEFA en noviembre de 2003. También fue incluido en el FIFA 100 de Pelé.

## Recorrido

### Origen
Puskás nació como Ferenc Purczeld en Budapest y se crio en Kispest, por aquel entonces un pueblo cerca de la ciudad. Su padre, de igual nombre, era un suabo del Danubio de origen étnico alemán, que magiarizó su apellido a Puskás en 1937. Comenzó su carrera como juvenil en el Kispesti Athlétikai Club, filial del Kispest Futball Club, donde su padre, que había jugado previamente para el club, era entrenador.
Inicialmente utilizó el nombre de Miklós Kovács para eludir las normas de la edad mínima antes de firmar oficialmente por el Kispest A. C. a la edad de doce años, y entre sus compañeros de equipo estaba su amigo de la infancia y también futuro compañero del equipo nacional József Bozsik. Hizo su primera aparición sénior en el primer equipo el 5 de diciembre de 1943 en un partido contra el que se acabó proclamando campeón de liga, el Nagyváradi Atlétikai Club rumano y en el que cayeron derrotados por 3-0. Fue allí donde recibió el apodo de «Öcsi» con apenas diecisiete años.

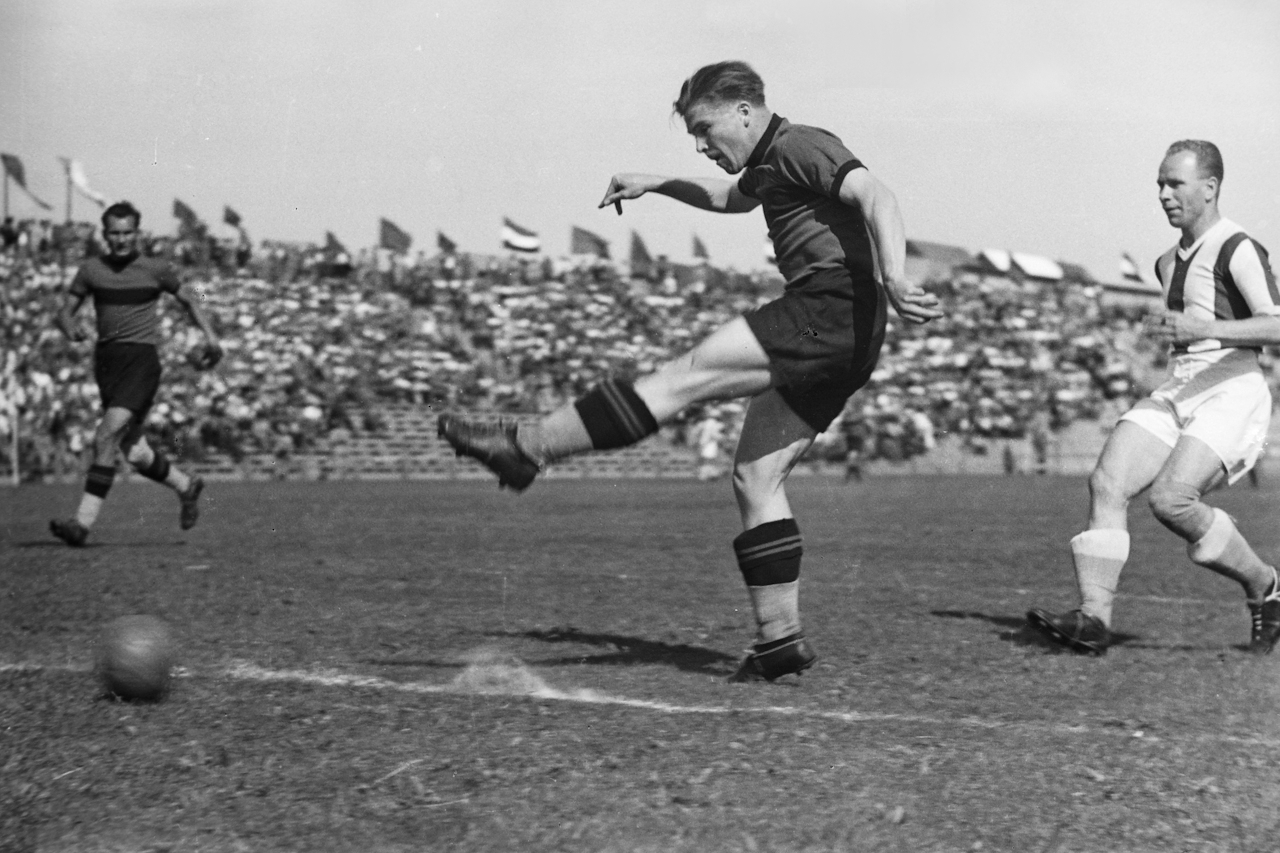
Puskás durante un partido frente al Újpesti Torna Egylet en 1949.

El equipo finalizó en las posiciones de mitad baja de la tabla hasta que terminó por explotar en la primavera de 1945. Desde entonces se convirtió en una de las mejores escuadras de Hungría, y fue de sus compañeros József Nemes y József Mészáros de quien heredó su capacidad goleadora, relegándoles como el mejor goleador del equipo. Sin embargo, sus 35 goles anotados en la temporada 1945-46 fueron insuficientes en comparación con los conseguidos por las ya grandes figuras Ferenc Déak, autor de 66 tantos, y Ferenc Szusza, de 45. Ellos tres formaban ya en la selección húngara, y legarían a formar uno de los mejores equipos jamás vistos. Al año siguiente, con veinte años, fue la primera vez que estuvo cerca de conseguir el campeonato. Autor de 32 goles, sólo superado por Déak, llevó a su equipo al subcampeonato —el segundo en la historia del equipo y que era hasta la fecha su mejor resultado—, antes de convertirse en el máximo anotador del campeonato en 1948 con 50 goles bajo la dirección de Béla Guttmann.
Un equipo en transición tras la marcha del entrenador a Italia no vio llegar el éxito hasta un año después cuando tomado por el Ministerio Húngaro de Defensa (en húngaro: Magyar Honvédség) fue convertido en el club del ejército y por el que cambió su denominación por el de Budapesti Honvéd Sportegyesület (en español: Asociación Deportiva de la Defensa de la Patria de Budapest). Como resultado de una práctica que se extendió por numerosos clubes del país, a los jugadores de fútbol se les asignó rangos militares, siendo con el tiempo Puskás nombrado comandante, lo que supuso recibir otro de sus apodos: «El Comandante Galopante». En la nueva temporada el club ganó la primera liga de su historia y de nuevo Puskás fue el máximo anotador, ambos hechos que revalidaron la temporada siguiente.
Como club del ejército, el Budapesti Honvéd S. E. utilizó el reclutamiento para adquirir los mejores jugadores húngaros del país, lo que llevó a materializar los fichajes de Zoltán Czibor y Sándor Kocsis, con quien conformó una de las mejores delanteras del club. Durante su carrera en su país logró otros tres campeonatos para un total de cinco títulos, terminando como máximo artillero en cuatro ocasiones —consiguiendo además en 1948 ser el máximo realizador europeo—, antes de su primera participación en un torneo internacional de clubes.
Con la recientemente inaugurada Copa de Clubes Campeones Europeos o Copa de Europa, y a la que rehusó participar en su primera edición, contendió en la edición 1956-57 como campeón húngaro. Emparejado contra el Atlético de Bilbao español en la primera ronda, los húngaros perdieron el partido de ida por 3-2 en San Mamés, pero antes de que pudiese disputarse el partido de vuelta estalló la revolución húngara de 1956. El conflicto, en protesta por las políticas impuestas desde la Unión Soviética, provocó que los jugadores decidieran no regresar a Hungría y dispusieron que el partido de vuelta en el Estadio Heysel de Bruselas. Puskás marcó el definitivo 3-3, pero su equipo fue eliminado por el 6-5 en el global de la eliminatoria, y los jugadores húngaros quedaron en una grave disyuntiva. Llamaron a sus familias de Budapest, y a pesar de la oposición de la FIFA y las autoridades del fútbol húngaro organizaron una gira de recaudación de fondos por Italia, Portugal, España y finalmente Brasil. Después de regresar a Europa, los jugadores se separaron. Algunos, incluyendo Bozsik, regresaron a Hungría, mientras que otros, como Czibor, Kocsis y Puskás, encontraron nuevos clubes donde poder jugar en Europa Occidental.

### Emigración y sanción
Tras dejar Hungría en 1956 y no regresar, fue juzgado por su grado militar en su ausencia bajo las acusaciones de «traidor a la patria» por el régimen comunista y no pudo volver a su país hasta 1981.
Al mismo tiempo, tanto el Milan Associazione Calcio como la Juventus Football Club, dos de los mejores clubes italianos del momento, intentaron su fichaje, pero estaba inhabilitado por la FIFA y por la UEFA por negarse a regresar a Budapest, lo que le impidió jugar en Europa durante un período de dos años en el que se trasladó a Austria, donde entrenó con el Wiener Sport-Club, y después a Italia. Pasada la prohibición trató de jugar en Italia, pero no fue capaz de encontrar un club de máxima categoría dispuesto a contratarle ya que los administradores de los diferentes equipos se mostraban reacios debido a su ya avanzada edad y su estado de forma. Fue tanteado por el Manchester United Football Club para reforzar un plantel devastado por el desastre aéreo de Múnich en 1958, pero debido a las reglas de la Football Association relativas a los extranjeros y el desconocimiento de Puskás del inglés hicieron que el entrenador Jimmy Murphy no pudiera cumplir su deseo de firmar al húngaro. Fue entonces cuando se presentó el club que le reportaría sus mayores logros deportivos.

### Máximo esplendor en España

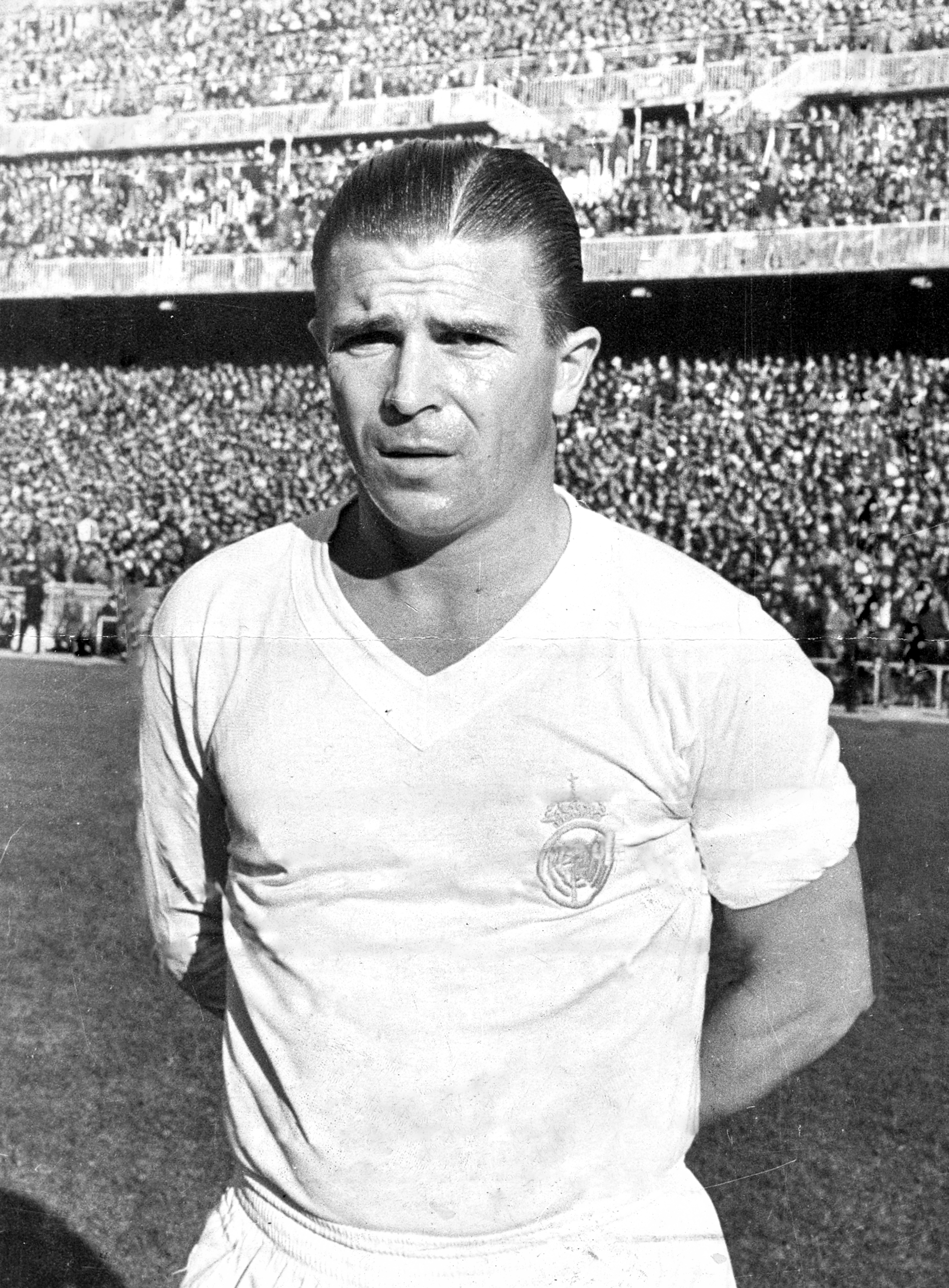
Puskás es el 6.º máximo goleador de la historia madridista con 242 goles.

Puskás continuó apartado de los terrenos de juego y decidió establecerse en España tras la poca suerte obtenida. Sin avances en su situación salvo otro fugaz y fútil acercamiento del Real Club Deportivo Español, no fue hasta el 11 de agosto de 1958, cuando a los 31 años, con bastante peso de más y con la negativa del secretario técnico del club, José Samitier, firmó por el Real Madrid Club de Fútbol presidido por Santiago Bernabéu. Una apuesta personal del máximo mandatario permitió que formase parte de una de las mejores delanteras jamás vistas en la historia compuesta por el francés Raymond Kopa, el español Paco Gento y los hispanoargentinos Héctor Rial y Alfredo Di Stéfano.
Poco se sabía en aquel entonces en España acerca de su juego y que estaba por deslumbrar, sobre todo formando una letal pareja con Di Stéfano, con quien estableció una gran amistad. Por aquel entonces el club madrileño era la referencia en Europa, habiendo conquistado nada menos que tres Copas de Europa consecutivas siendo el equipo a batir tanto a nivel nacional como continental.
Debutó con «los blancos» el 14 de septiembre de 1958 en la victoria por 1-2 frente a la Unión Deportiva Las Palmas, y su primer gol llegó una semana después en la victoria por 5-1 contra el Real Gijón siendo el autor de tres de ellos. Fue el primero de los cuatro hat-tricks que anotó en el campeonato para un total de 21 goles, dos menos que su compañero Di Stéfano, siendo los dos máximos realizadores. Pese al buen rendimiento mostrado, no consiguieron salir campeones tras un largo duelo con el Club de Fútbol Barcelona de principio a fin. La dupla, fue autora de 59 goles y nueve hat-tricks, dos de ellos, uno por cada jugador, se produjo en la victoria por 10-1 frente a la U. D. Las Palmas en la que es una de las mayores victorias en la historia del campeonato.
Especialista en el disparo, durante la temporada 1960-61, anotó cuatro goles en un partido contra el Elche Club de Fútbol y en la temporada siguiente, marcó cinco goles contra el mismo equipo. Anotó dos tripletas más en «El Clásico» contra el C. F. Barcelona en 1963, uno en el estadio Santiago Bernabéu y otro en el Camp Nou. Durante ocho temporadas como madridista hasta la edad de 39 años, Puskás jugó 180 partidos de liga y marcó 156 goles, con una media de 0,87 goles por partido, y anotó 20 o más goles durante sus primeros seis años en España —siendo tres de ellas superior a los 40—. Ganó el «pichichi» en cuatro ocasiones, y ayudó al club a ganar la Liga cinco veces consecutivas entre 1961 y 1965, además de un Campeonato de España de Copa en 1962 en el que fue el autor de los dos goles de la victoria por 2-1 sobre el Sevilla Club de Fútbol. Circunstancia —la de ser decisivo— que se repitió más veces durante su estancia en Madrid.
En cuanto a sus participaciones en Europa, donde su club era el campeón vigente a su llegada, jugó 39 partidos en los que marcó 35 goles. Fue clave para que su equipo llegase a alcanzar nuevamente la final de la Copa de Europa de 1959, anotando en la ida y en la repetición decisiva de la semifinal del «derbi madrileño» ante el Club Atlético de Madrid —en la que fue la primera vez que dos clubes de la misma ciudad se enfrentaban en el torneo—, pero desgraciadamente no pudo comparecer en la final debido a una lesión y que sus compañeros terminaron por vencer. En la edición siguiente comenzó anotando una tripleta ante la Association Sportive La Jeunesse d'Esch y en ambos partidos de la semifinal contra el C. F. Barcelona, en la que clasificó a los madridistas a la final con tres goles en la eliminatoria. En la que fue su primera final de Copa de Europa se impuso al Eintracht Frankfurt Fußball en Glasgow por 7-3 ante 135 000 espectadores; Puskás marcó cuatro goles y Di Stéfano anotó tres. Dicho partido les valió para recibir un apelativo por el que sería conocido el club desde entonces, el de «los vikingos» y ser catalogados como el mejor equipo del mundo sin discusión.

«Real wanders through Europe as the Vikings once walked, destroying everything in its path»
(«El Real Madrid se pasea por Europa como antaño se paseaban los vikingos, arrasándolo todo a su paso»)
The Times. 19 de mayo de 1960. Londres.

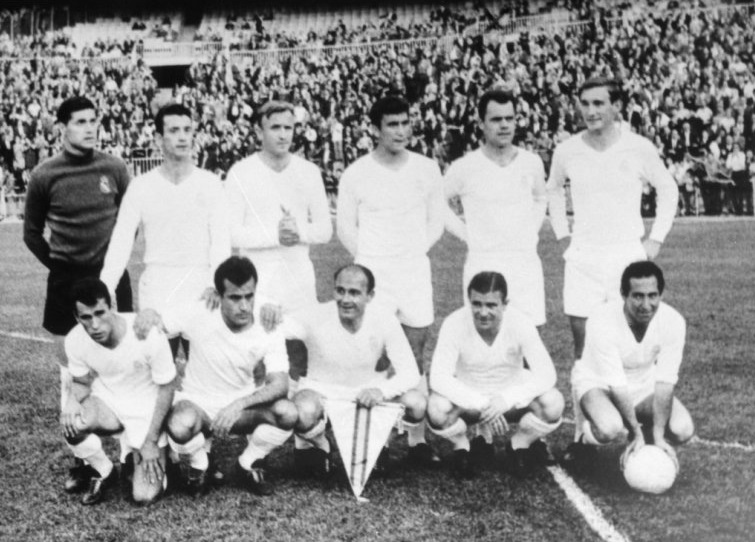
Puskas jugó con «los blancos» 5 finales de Copa de Europa, conquistando 3.

Consiguieron una hazaña que con el paso del tiempo sería histórica ya que no ha sido igualada hasta el momento. Las cinco Copas de Europa consecutivas se mantienen como la mejor actuación lograda nunca por un equipo en la historia de la competición. Además, en consecuencia del último título, el club obtuvo el privilegio de disputar una nueva competición internacional recientemente instaurada: la Copa Intercontinental. Este trofeo fue disputado en adelante por el campeón de Europa y el campeón de Sudamérica (ganador de la Copa Campeones de América, homóloga de la Copa de Europa) para dilucidar quién era el mejor equipo del mundo. El Real Madrid salió vencedor tras derrotar al Club Atlético Peñarol por un global de 5-1, corroborando así su condición de mejor equipo del mundo.
El también llamado «Madrid de Di Stéfano» subió así al club a lo más alto del panorama futbolístico internacional, logrando un gran reconocimiento por parte de medios, aficionados y equipos rivales.
Durante este periodo, el equipo levantó nada menos que diecinueve títulos en poco más de diez años, mientras que sus futbolistas fueron internacionalmente reconocidos con el nuevo trofeo creado por el diario francés L'Équipe del Balón de Oro, premio al mejor futbolista del mundo según un jurado de expertos, y en donde los blancos coparon el podio del trofeo durante los primeros años. Apodado por la afición española como «Pancho Puskás» y «Cañoncito Pum», Puskás fue galardonado con el Balón de Plata en 1960.
En posteriores campañas, anotó otras tres tripletas, incluyendo una en la final de 1962 contra el Sport Lisboa e Benfica, que perdieron por 5-3 —la otra fue contra el Football Club Internazionale Milano de Luis Suárez, Helenio Herrera y Sandro Mazzola—. Un veterano equipo que asombró a Europa comenzó a desvanecerse. No en vano, sus principales figuras, Di Stéfano y Puskás, contaban con 37 y 36 años respectivamente. Dicha final contra los italianos fue el último partido como madridista del hispanoargentino. Sin embargo, el jugador magiar continuó su estela y anotó cinco goles en dos partidos contra el Feyenoord que ayudaron al club a llegar a la final de la Copa Europea de 1966 —la octava del club en once años de competición— y quinta y última de Puskás. Un equipo integrado por jóvenes españoles como Enrique Pérez Pachín, Pedro de Felipe, Manuel Sanchís, José Martínez Pirri, Ignacio Zoco, Paco Serena, Amancio Amaro, Ramón Grosso o Manuel Velázquez; todos ellos capitaneados por el veterano Paco Gento y conocido como el Madrid de los yeyé, fue el primero en vencer con el equipo entero formado por jugadores del país de origen del club, esto es, todos españoles. Puskás, de nuevo, no pudo disputarla por una recaída de una larga lesión sufrida en el invierno de esa misma campaña y de la que se restableció en abril. El club conquistó su sexto título, y Puskás su tercero en una competición en la que fue máximo realizador en dos ocasiones.
Disputó su último partido con 39 años, el 8 de mayo de 1966, siendo el único futbolista en jugar un partido en la historia del Real Madrid tras cumplir esa edad y dejando un balance de 242 goles en 262 partidos —a una media de 0,92 por encuentro— y diez títulos en su haber. Logros que le valieron para ser proclamado por la FIFA y la IFFHS como el Máximo Goleador del siglo xx, además del mejor futbolista húngaro de la historia, el 4.º mejor de Europa, y el 6.º mejor del mundo.

«...Én imádtam a futballt! Imádtam a családomat és mindig a futballpályán jártam, engem több más nem érdekelt. Az én kabalám mindig a labda volt. Akkor éreztem magam biztosnak, amikor a labda nálam volt, vagy ha a labdába belerúghattam...»

«...Me encantaba el fútbol! Yo amaba a mi familia y yo estaba siempre en el campo de fútbol, no estaba interesado en nada más. El balón siempre fue mi mascota. Podía sentir confianza cuando tenía la pelota o cuando la pateaba...»
Ferenc Puskás tras su retirada.

## Selección nacional

### Selección absoluta

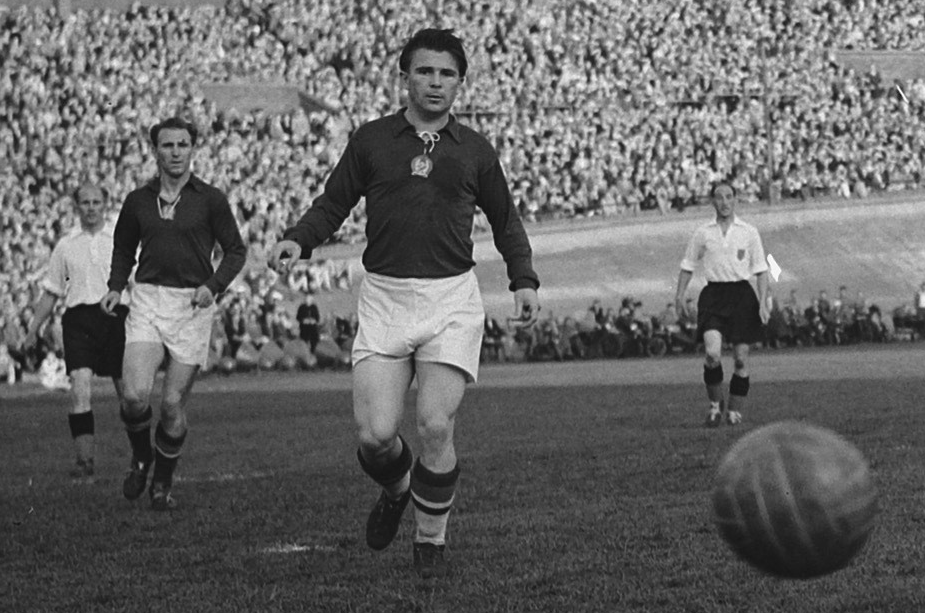
Puskás, principal figura del «equipo de oro», durante el Mundial de 1954.

Puskás hizo su debut con la selección de Hungría el 20 de agosto de 1945 y anotó en la victoria por 5-2 sobre Austria. Luego pasó a jugar 85 partidos y anotó 84 goles para el equipo magiar. Su récord internacional incluyó dos tripletas contra Austria, uno contra Luxemburgo y cuatro goles en la victoria por 12-0 sobre Albania. Junto con Zoltán Czibor, Sándor Kocsis, József Bozsik y Nándor Hidegkuti, formó el núcleo del equipo de oro que iba a permanecer invicto durante 32 partidos consecutivos. Durante este periodo se convirtieron en campeones olímpicos en 1952, superando a Yugoslavia por 2-0 en la final de Helsinki. Puskás marcó cuatro goles en el torneo olímpico, incluyendo el primer gol en la final. También derrotó a Inglaterra dos veces, primero con una victoria por 6-3 en el estadio de Wembley y luego 7-1 en Budapest. Puskás marcó dos goles en cada partido contra Inglaterra. En 1953, también se convirtió en campeón de Europa central. Hungría ganó el campeonato después de terminar la parte superior de la tabla con 11 puntos. Puskás terminó el torneo como máximo goleador con 10 goles y marcó dos goles para Hungría, que reclamó el título con una victoria por 3-0 sobre Italia en el Stadio Olimpico en 1953.
Puskás marcó tres goles en los dos partidos de primera ronda Hungría disputado en la Copa Mundial de la FIFA 1954. Los Magiares poderosos derrotaron a Corea del Sur 9-0 y a la entonces Alemania Occidental 8-3. En este último partido, sufrió una fractura en el tobillo después de una entrada de Werner Liebrich, y no regresó hasta el final.
Puskás jugó toda la final del Mundial 1954 contra Alemania con la fractura. A pesar de esto, anotó su cuarto gol del torneo para poner por delante a Hungría a los seis minutos, y con el segundo gol del partido, obra de Czibor dos minutos más tarde, parecía que los favoritos antes del torneo se llevarían el título. Sin embargo, los alemanes occidentales empataron los dos goles antes del descanso, y a seis minutos para el final los alemanes occidentales hicieron el gol de la victoria. A dos minutos del final del partido, Puskás apareció para anotar el empate, pero el gol fue anulado por fuera de juego.

### España
Tras conseguir la nacionalidad española en 1961, Puskás inició un breve paso por la selección española, con la que debutó en septiembre de ese año frente a Marruecos y tres partidos más, el último en junio de 1962 con derrota frente a Checoslovaquia en el Mundial de Chile.

## Estilo de juego
Si por algo se caracterizó el juego de Puskás fue por su dominio de la pierna izquierda. Era capaz de dar pases medidos a los extremos, como Francisco Gento y de tirar a portería con una potencia increíble. A todo esto sumaba una gran velocidad gracias a una temible arrancada y una visión del gol que le ha permitido ser nombrado máximo goleador del siglo, por parte de la Federación Internacional de Historia y Estadística de Fútbol.

## Dirección técnica

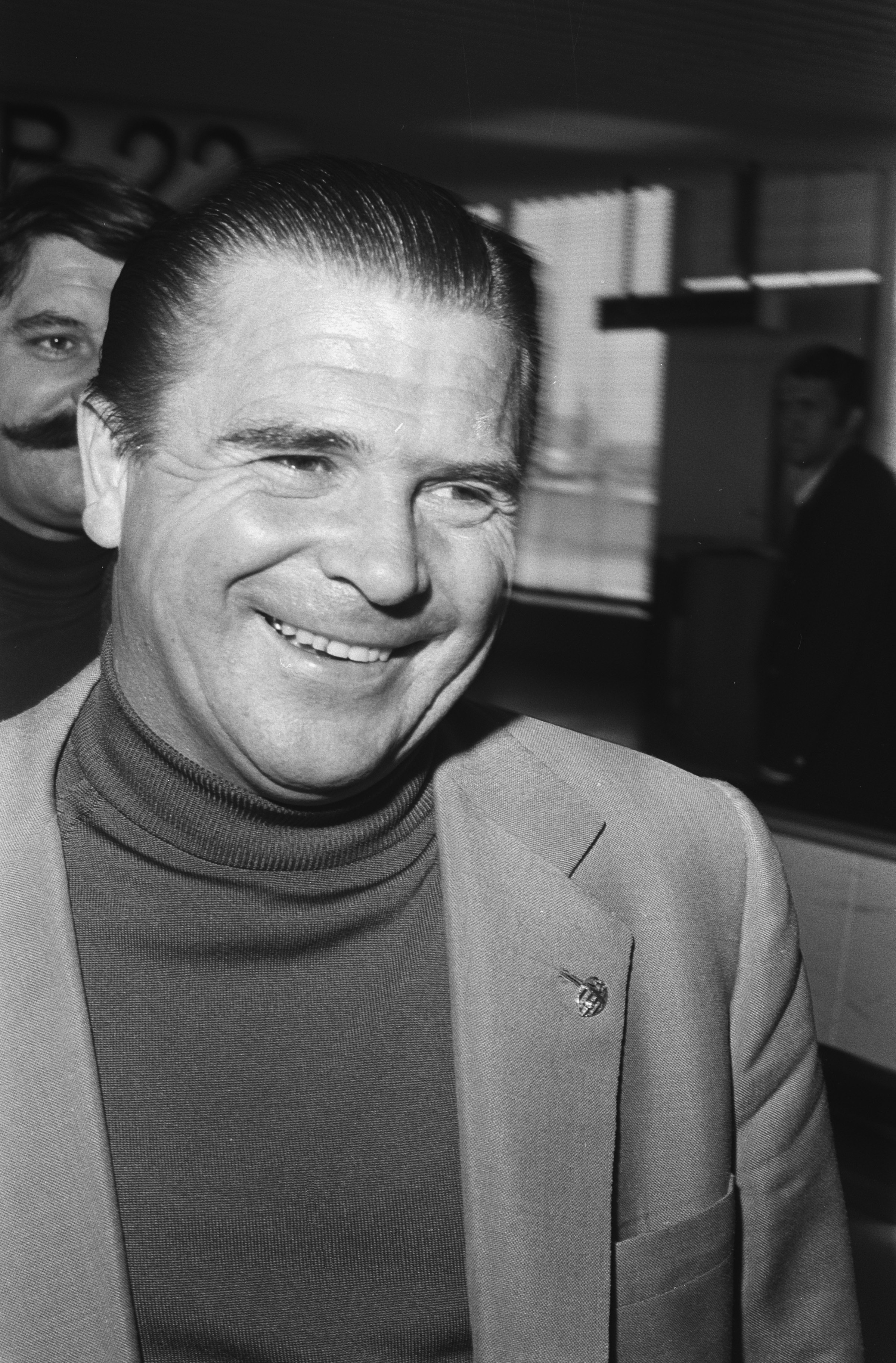
Puskás en un acto como entrenador del Panathinaikos en 1971.

Después de retirarse como jugador, Ferenc Puskás se convirtió en entrenador. En 1971 dirigió al Panathinaikos griego, al que condujo a la final de la Copa de Europa, la única vez que un club griego ha llegado a una final europea hasta la fecha. En las rondas de clasificación eliminaron al Everton Football Club en cuartos de final y derrotaron al Estrella Roja de Belgrado en las semifinales. En la final, el Panathinaikos perdió 2-0 ante el Ajax de Johan Cruyff en el estadio Wembley. Durante su periodo de cuatro años en el Panathinaikos, Puskás ayudó al equipo a conquistar un campeonato griego en 1972. Sin embargo, con la notable excepción de su etapa en el Panathinaikos, Puskás no pudo trasladar su éxito como jugador a su carrera como entrenador.
Puskás tuvo experiencias en España, entrenando al Alavés (1968–1970) y al Real Murcia, al que llegó tras su éxito con el club heleno en 1975. Posteriormente estuvo una temporada (1976) en el Colo-Colo de Chile, la selección de Arabia Saudí y el AEK Atenas. En América del Sur dirigió también al Club Sol de América, a quien hizo campeón de la Primera División de Paraguay de 1986, y al Cerro Porteño. A pesar de sus exóticos viajes, su último éxito llegó con el South Melbourne Hellas, con el que ganó el título de la National Soccer League australiana en 1991.
Cuando el Wolverhampton Wanderers Football Club estrenó su nuevo estadio Molineux en 1993, Puskás visitó el estadio recién inaugurado como invitado de honor a ver el partido amistoso entre el Wolves y el Budapesti Honvéd, partido para bautizar la nueva apertura del estadio. Este encuentro sirvió también para rememorar el histórico partido que disputaron en la década de 1950 ambos clubes, en el que el equipo húngaro, con Puskás a la cabeza, perdió ante los ingleses por 3-2.
En 1993, la Federación Húngara de Fútbol anunció la presentación del mítico delantero magiar como seleccionador nacional. Puskás dirigió a la selección de Hungría cuatro partidos, incluyendo una victoria por 4-2 en un amistoso contra la República de Irlanda en Dublín, donde Hungría perdía por dos goles para vencer finalmente a los irlandeses.

## Vejez y muerte
Con la caída del comunismo, en septiembre de 1992 fijó definitivamente su residencia en Hungría y se incorporó a tareas técnicas de su selección. Coincidiendo con su vuelta, le fueron devueltos sus galones de teniente coronel del Ejército y en diciembre de 1995 fue ascendido al grado de coronel. En octubre de 1995 la Federación Internacional de Historia y Estadística de Fútbol lo proclamó «máximo goleador» del siglo XX, al sumar en su carrera 528 partidos y 512 goles.
En octubre de 2000, fue hospitalizado en Budapest para un reconocimiento general en el que se le detectó que sufría una arterioesclerosis cerebral, por lo que quedó internado en la clínica Kutvolgyi. Desde entonces solo abandonó el hospital para asistir a algún homenaje. Pocos años antes de la muerte de este mítico jugador, y en su honor, el Estadio Nacional de Hungría cambió su nombre al de Estadio Ferenc Puskás.
El asteroide (82656) Puskás, descubierto en el año 2001 desde el Observatorio de Calar Alto en Almería, lleva este nombre en su memoria.
La ciudad de Madrid le dedicó en 2018 una calle en el nuevo desarrollo urbano de El Cañaveral.
Ferenc Puskás murió el 17 de noviembre de 2006 en Budapest a causa de una neumonía. Además, padecía la enfermedad de Alzheimer desde el año 2000. Había contraído matrimonio en 1950 con Elisabet, con quien tuvo una hija: Anke.

### Legado
El legendario Népstadion, lugar donde la selección de Inglaterra encajó la peor derrota de su historia (7-1 contra Hungría en 1954) y donde Queen dio su mítico concierto de 1986, cambió su nombre a Estadio Ferenc Puskás en 2002. El estadio fue demolido y en el mismo emplazamiento se construyó uno más moderno llamado Puskás Aréna inaugurado en 2019.
En 2005 se fundó en la ciudad húngara de Felcsút el Puskás Ferenc Labdarugó Akadémia, club de fútbol que promovió la creación de la Puskás Suzuki Kupa, torneo cuyo objetivo es dar la oportunidad de competir a jóvenes futbolistas con talento. En 2013 consiguen su primer ascenso a Primera División y en 2020 participan por primera vez en competiciones internacionales.
En 2013 se presentó una estatua de tamaño natural del legendario futbolista en la Plaza Puskás Öcsi de Óbuda. El Real Madrid inauguró en 2020 un busto en su honor que preside la Ciudad Deportiva.

## Anécdota
Cuando el Real Madrid C. F. se enfrentó en la final de la Copa de Europa de 1964 —hoy Liga de Campeones— al F. C. Internazionale, Sandro Mazzola, quien anotó el tercer gol italiano con el cual ganaron 3-1 a los españoles, tenía pensado intercambiar su camiseta con Alfredo Di Stéfano, pero antes de llegar a él, se le cruzó Puskás, que le dijo: «Disfruta este momento, chaval, para gloria tuya y orgullo de tu padre Valentino Mazzola esté en donde esté. Eres digno de él.», y acto seguido le ofreció su camiseta.

## Estadísticas

### Clubes
Datos actualizados a fin de carrera deportiva.
En la temporada 1957-58 estuvo inhabilitado para la práctica deportiva por la FIFA y la UEFA por haber sido acusado por Hungría de «traidor a la patria» al no regresar al país, en plena revolución y bajo régimen comunista e imposiciones de la Unión Soviética. El jugador era entonces comandante militar y encontrándose fuera del país junto al resto de la selección nacional, muchos de ellos no regresaron y decidieron hacer carrera por Europa. Lesionado de gravedad en su última temporada, dejó la actividad en 1966.
| Club | Temporada                                | Div.                                     | Liga (1)     | Liga (1)     | Copas (2)    | Copas (2)    | Internacional (3) | Internacional (3) | Total (4) | Total (4) | Media |
| Club | Temporada                                | Div.                                     | Part.        | Goles        | Part.        | Goles        | Part.             | Goles             | Part.     | Goles     | Media |
| --- | ---------------------------------------- | ---------------------------------------- | ------------ | ------------ | ------------ | ------------ | ----------------- | ----------------- | --------- | --------- | ----- |
| Kispesti A. C. | 1943-44                                  | 3.ª                                      | 3            | 4            | -            | -            | Inexistentes      | Inexistentes      | 3         | 4         | 1.33  |
| Kispest F. C. | 1943-44                                  | 1a                                       | 17           | 8            | -            | -            | Inexistentes      | Inexistentes      | 17        | 8         | 0.47  |
| Kispest A. C. | 1944-45                                  | 1a                                       | 27           | 17           | Inexistentes | Inexistentes | Inexistentes      | Inexistentes      | 27        | 17        | 0.63  |
| Kispest A. C. | 1945-46                                  | 1a                                       | 36           | 35           | Inexistentes | Inexistentes | Inexistentes      | Inexistentes      | 36        | 35        | 0.97  |
| Kispest A. C. | 1946-47                                  | 1a                                       | 30           | 32           | Inexistentes | Inexistentes | Inexistentes      | Inexistentes      | 30        | 32        | 1.07  |
| Kispest A. C. | 1947-48                                  | 1a                                       | 32           | 50           | Inexistentes | Inexistentes | Inexistentes      | Inexistentes      | 32        | 50        | 1.56  |
| Kispest A. C. | 1948-49                                  | 1a                                       | 30           | 46           | Inexistentes | Inexistentes | Inexistentes      | Inexistentes      | 30        | 46        | 1.53  |
| Budapesti Honvéd S. E. | 1949-50                                  | 1a                                       | 30           | 31           | Inexistentes | Inexistentes | Inexistentes      | Inexistentes      | 30        | 31        | 1.03  |
| Budapesti Honvéd S. E. | 1950-51                                  | 1a                                       | 15           | 25           | Inexistentes | Inexistentes | Inexistentes      | Inexistentes      | 15        | 25        | 1.67  |
| Budapesti Honvéd S. E. | 1951-52                                  | 1a                                       | 21           | 21           | 2            | 1            | Inexistentes      | Inexistentes      | 23        | 22        | 0.96  |
| Budapesti Honvéd S. E. | 1952-53                                  | 1a                                       | 26           | 22           | Inexistentes | Inexistentes | Inexistentes      | Inexistentes      | 26        | 22        | 0.85  |
| Budapesti Honvéd S. E. | 1953-54                                  | 1a                                       | 26           | 27           | 3            | 12           | Inexistentes      | Inexistentes      | 29        | 39        | 1.34  |
| Budapesti Honvéd S. E. | 1954-55                                  | 1a                                       | 20           | 21           | -            | -            | Inexistentes      | Inexistentes      | 20        | 21        | 1.05  |
| Budapesti Honvéd S. E. | 1955-56                                  | 1a                                       | 26           | 18           | 6            | 4            | 4                 | 3                 | 36        | 25        | 0.69  |
| Budapesti Honvéd S. E. | 1956-57                                  | 1a                                       | 13           | 5            | -            | -            | 2                 | 1                 | 15        | 6         | 0.40  |
| Total Kispest (Prof.) / Budapesti Honvéd | Total Kispest (Prof.) / Budapesti Honvéd | Total Kispest (Prof.) / Budapesti Honvéd | 352          | 362          | 11           | 17           | 6                 | 4                 | 366       | 383       | 1.04  |
| Sin equipo | 1957-58                                  | Inhabilitado                             | Inhabilitado | Inhabilitado | Inhabilitado | Inhabilitado | Inhabilitado      | Inhabilitado      | -         | -         | -     |
| Real Madrid | 1958-59                                  | 1.ª                                      | 24           | 21           | 5            | 2            | 5                 | 2                 | 34        | 25        | 0.74  |
| Real Madrid | 1959-60                                  | 1.ª                                      | 24           | 25           | 5            | 11           | 7                 | 12                | 36        | 48        | 1.33  |
| Real Madrid | 1960-61                                  | 1.ª                                      | 28           | 28           | 9            | 14           | 4                 | 2                 | 41        | 44        | 1.07  |
| Real Madrid | 1961-62                                  | 1.ª                                      | 23           | 20           | 8            | 13           | 9                 | 7                 | 40        | 40        | 1.00  |
| Real Madrid | 1962-63                                  | 1.ª                                      | 30           | 26           | 7            | 4            | 2                 | -                 | 39        | 30        | 0.77  |
| Real Madrid | 1963-64                                  | 1.ª                                      | 25           | 21           | -            | -            | 8                 | 7                 | 33        | 28        | 0.85  |
| Real Madrid | 1964-65                                  | 1.ª                                      | 18           | 11           | 4            | 4            | 3                 | 2                 | 25        | 17        | 0.68  |
| Real Madrid | 1965-66                                  | 1.ª                                      | 8            | 4            | 3            | 1            | 3                 | 5                 | 14        | 10        | 0.71  |
| Total Real Madrid C. F. | Total Real Madrid C. F.                  | Total Real Madrid C. F.                  | 180          | 156          | 41           | 49           | 41                | 37                | 262       | 242       | 0.92  |
| Total carrera | Total carrera                            | Total carrera                            | 532          | 518          | 52           | 66           | 47                | 41                | 628       | 625       | 0.99  |
| (1) Resaltados los goles que le proclamaron máximo goleador del campeonato (Bota de Oro 1947-48). Balón de Plata de la temporada 1959-60. (2) Incluye datos de la Magyar Kupa (1944-56); Copa del Generalísimo (1958-66). (3) Incluye datos de la Copa Mitropa (1955-56); Copa de Europa (1956-66) / Copa Intercontinental (1960). (4) No incluye goles en partidos amistosos. |                                          |                                          |              |              |              |              |                   |                   |           |           |       |

### Selecciones

#### Participaciones en fases finales
| Mundial                     | Equipo               | Sede  | Resultado    | Partidos | Goles | Asistencias |
| --------------------------- | -------------------- | ----- | ------------ | -------- | ----- | ----------- |
| Copa Mundial de Fútbol 1954 | Selección de Hungría | Suiza | Subcampeón   | 5        | 4     | 4           |
| Copa Mundial de Fútbol 1962 | Selección de España  | Chile | Primera fase | 3        | 0     | 2           |

Ferenc Puskas en su carrera como futbolista profisional hizo 746 goles oficiales, dio 404 asistencias además, de haber ganado muchos títulos colectivos e individuales.

## Resumen estadístico
| Competición           | Partidos | Goles | Promedio | Asistencias |
| --------------------- | -------- | ----- | -------- | ----------- |
| Primera División      | 532      | 518   | 0.97     | 311         |
| Copas nacionales      | 52       | 66    | 1.27     | 31          |
| Copas internacionales | 47       | 41    | 0.90     | 22          |
| Selección Húngara     | 85       | 84    | 0.99     | 34          |
| Selección Española    | 4        | 2     | 0.50     | 1           |
| TOTAL                 | 720      | 711   | 0.98     | 404         |
| 1. 2.                 |          |       |          |             |

## Trayectoria como entrenador
| Club                            | País           | Año       |
| ------------------------------- | -------------- | --------- |
| Hércules de Alicante            | España         | 1966-1967 |
| Vancouver Royals                | Canadá         | 1968      |
| Deportivo Alavés                | España         | 1968-1970 |
| Panathinaikos FC                | Grecia         | 1970-1974 |
| Real Murcia                     | España         | 1975      |
| Colo Colo                       | Chile          | 1977      |
| Arabia Saudita                  | Arabia Saudita | 1977-1978 |
| AEK Atenas FC                   | Grecia         | 1978-1979 |
| Al-Masry                        | Egipto         | 1979-1982 |
| Sol de América                  | Paraguay       | 1985-1986 |
| Cerro Porteño                   | Paraguay       | 1986-1989 |
| South Melbourne Hellas          | Australia      | 1989-1992 |
| Selección de fútbol de Hungría  | Hungría        | 1993      |
| San Francisco Golden Gate Gales | Estados Unidos | 1997      |

## Palmarés y distinciones

### Campeonatos nacionales
| Título              | Club                | Año   |
| ------------------- | ------------------- | ----- |
| Nemzeti Bajnokság I | Budapesti Honvéd SE | 1950¹ |
| Nemzeti Bajnokság I | Budapesti Honvéd SE | 1950² |
| Nemzeti Bajnokság I | Budapesti Honvéd SE | 1952  |
| Nemzeti Bajnokság I | Budapesti Honvéd SE | 1954  |
| Nemzeti Bajnokság I | Budapesti Honvéd SE | 1955  |
| Campeonato de Liga  | Real Madrid C. F.   | 1961  |
| Campeonato de Liga  | Real Madrid C. F.   | 1962  |
| Copa                | Real Madrid C. F.   | 1962  |
| Campeonato de Liga  | Real Madrid C. F.   | 1963  |
| Campeonato de Liga  | Real Madrid C. F.   | 1964  |
| Campeonato de Liga  | Real Madrid C. F.   | 1965  |

### Campeonatos internacionales
| Título                | Equipo               | Sede      | Año  |
| --------------------- | -------------------- | --------- | ---- |
| Juegos Olímpicos      | Selección de Hungría | Helsinki  | 1952 |
| Copa de Europa        | Real Madrid C. F.    | Stuttgart | 1959 |
| Copa de Europa        | Real Madrid C. F.    | Glasgow   | 1960 |
| Copa Intercontinental | Real Madrid C. F.    | Madrid    | 1960 |
| Copa de Europa        | Real Madrid C. F.    | Bruselas  | 1966 |

- Con la Selección de Hungría fue subcampeón de la Copa Mundial de Fútbol 1954 y con el Real Madrid C. F. fue subcampeón de la Copa de Europa 1961-62 y de la Copa de Europa 1963-64

### Distinciones individuales
| Distinción                                                                                | Año                    |
| ----------------------------------------------------------------------------------------- | ---------------------- |
| Máximo Goleador de la Liga Húngara                                                        | 1948, 1950, 1951, 1953 |
| Máximo Goleador de la Copa Internacional de Europa Central                                | 1953                   |
| Trofeo Pichichi al Máximo Goleador de Liga Española                                       | 1960, 1961, 1963, 1964 |
| Máximo Goleador de la Copa Intercontinental                                               | 1960                   |
| Balón de Plata de la UEFA                                                                 | 1960                   |
| Máximo Goleador de la Copa de Europa                                                      | 1960, 1964             |
| Proclamado máximo goleador del siglo XX por la IFFHS                                      | 1995                   |
| Máximo goleador de la historia de la selección de fútbol de Hungría                       | 2000                   |
| Elegido máximo goleador del siglo XX por la FIFA                                          | 2004                   |
| Elegido como uno de los 125 mejores futbolistas vivos de la historia (FIFA 100)           | 2004                   |
| Nombrado el Mejor Futbolista Húngaro de la historia - IFFHS                               | 2006                   |
| Elegido el 6.º Mejor Futbolista del Mundo del Siglo XX                                    | 2006                   |
| Elegido el 4.º Mejor Futbolista europeo del Siglo XX                                      | 2006                   |
| Elegido el 2.º mejor goleador en la Historia de los Torneos de Primera División de Europa | 2006                   |

| Predecesor: Orlando Aravena | Director técnico de Colo-Colo 1977     | Sucesor: Sergio Navarro  |
| Predecesor: Cayetano Ré     | Director técnico de Cerro Porteño 1986 | Sucesor: Valdir Espinosa |